# سيردار دورسون
سيردار دورسون (بالتركية: Serdar Dursun؛ بالألمانية: Serdar Dursun) هو لاعب كرة قدم تركي وألماني في مركز الهجوم، ولد في 19 أكتوبر 1991 في هامبورغ في ألمانيا. لعب مع إسكيشهرسبور ودنيزلي سبور وشانلي أورفا سبور وهانوفر 96.

## وصلات خارجية
- سيردار دورسون على موقع الاتحاد الأوربي (الإنجليزية)
- سيردار دورسون على موقع اتحاد تركيا (لاعب) (الإنجليزية)
- سيردار دورسون على موقع قاعدة بيانات كرة القدم.إي يو (الإنجليزية)
- سيردار دورسون على موقع ناشيونال فوتبول تيمز (الإنجليزية)
- سيردار دورسون على موقع Soccerway.com (الإنجليزية)
- سيردار دورسون على موقع عالم كرة القدم.نت (الإنجليزية)